# Wilson Silva
Wilson Silva (Taubaté, 21 de abril de 1942 – São Paulo, 22 de abril de 1974), filho de João Silva e Lygia Villaça da Silva, foi formado em Processamento de Dados pela Universidade de São Paulo (USP) e guerrilheiro brasileiro, militante da Ação Libertadora Nacional (ALN) e consta na lista de mortos e desaparecidos políticos durante a Ditadura Militar Brasileira.
É um dos casos investigados pela Comissão da Verdade, que apura mortes e desaparecimentos na ditadura militar brasileira.

## Biografia
Wilson era formado pela Faculdade de Física da USP, tinha especialização em processamento de dados e trabalhava na empresa Servix. Além disso era casado com Ana Kucinski. Os dois conciliavam seu trabalho e estudos com a militância política na ALN. Ambos os nomes estão incluídos na lista de desaparecidos políticos anexa à Lei 9 140/95. Em 1961, aos 19 anos, saiu de Taubaté para estudar em São Paulo, já trazendo consigo o interesse pela política, que nasceu em seus tempos de Escola Estadual Monteiro Lobato. Conhecido na ALN pelo codinome Rodrigues, sendo um dos poucos membros dessa organização clandestina que tinha conseguido manter sua militância por mais de cinco anos, sem ser preso ou sair do país. Foi militante da Polop entre 1967 e 1969, ligou-se à ALN a partir desse ano e sempre priorizou a atuação junto ao setor operário. Em 1966 organizou com Bernardo Kucinski, seu colega na Física da USP e irmão de Ana Rosa, uma exposição sobre os 30 anos da Guerra Civil Espanhola, na rua Maria Antonia.

## Desaparecimento
O que consta nos arquivos da Comissão da Verdade é que no dia 22 de abril de 1974, Ana Rosa saiu do trabalho na Cidade Universitária e foi ao centro da cidade para almoçar com Wilson, num dos restaurantes próximos à Praça da República. Saiu do escritório da empresa, na Avenida Paulista, junto com seu colega de trabalho Osmar Miranda Dias, para fazer um serviço de rotina também no centro. Terminado o serviço Wilson separou-se de seu colega e avisou que almoçaria com sua esposa e depois voltaria para o escritório. O casal desapareceu nas proximidades da Praça da República.
Os colegas de Ana Rosa na USP estranharam sua ausência e avisaram a família Kucinski, que imediatamente começou a tomar providências para sua localização. Ao procurarem Wilson, souberam que ele também havia desaparecido. As duas famílias passaram a viver o tormento da busca por informações. O habeas-corpus impetrado pelo advogado Aldo Lins e Silva foi negado, pois nenhuma unidade militar ou policial reconhecia a prisão do casal. A família foi a todos os locais de prisão política em busca de notícias e informações. A Comissão de Direitos Humanos da OEA foi acionada, como recurso extremo, no dia 10 de dezembro de 1974, data em que a Declaração Universal dos Direitos Humanos, das Nações Unidas, completava 26 anos. O pedido de investigação daquela instância interamericana foi respondido, meses depois, pelo governo brasileiro, afirmando não ter responsabilidade alguma sobre o destino do casal e que não tinha informações sobre o caso.
Reinaldo Cabral e Ronaldo Lapa descrevem, em Desaparecidos Políticos, a busca junto ao governo dos Estados Unidos:

"O Departamento de Estado norte-americano, solicitado a dar uma informação, comunicou à American Jewish Communitee, entidade dedicada, entre outras coisas, a procurar pessoas desaparecidas na guerra, famílias separadas, e também à American Jewish Congress, espécie de federação das organizações judaicas religiosas culturais, que Ana Rosa estava viva, mas não sabia onde. A última informação do Departamento de Estado foi transmitida à família Kucinski em 7 de novembro de 1974”.
Esse mesmo livro traz um depoimento de Bernardo Kucinski, que se formou em Física mas optou pelo jornalismo, tendo trabalhado na BBC de Londres e colaborado nos semanários Opinião e Movimento, antes de publicar vários livros e se tornar professor de jornalismo na USP:

"Certeza da morte já é um sofrimento suficiente, por assim dizer. Um sofrimento brutal. Agora, a incerteza de uma morte, que no fundo é certeza, mas formal mente não é, é muito pior. Passam-se anos até que as pessoas comecem a pensar que houve morte mesmo. E os pais principalmente, já mais idosos, nunca conseguem enfrentar essa situação com realismo." 

Bernardo Kucinski também contou, numa entrevista para a revista Veja, que a família foi extorquida em 25 mil dólares em troca de informações, que ao final se mostraram inteiramente falsas.
O cardeal arcebispo de São Paulo, Dom Paulo Evaristo Arns, conseguiu, conforme já registrado, uma audiência em Brasília com o general Golbery do Couto e Silva e obteve como resposta promessas de investigação. Pouco tempo depois, o ministro de Justiça, Armando Falcão publicou nota oficial informando sobre o destino dos desaparecidos políticos, onde Ana Rosa e Wilson Silva foram citados como ‘terroristas foragidos’.
Segundo acusação do Ministério do Exército na época, que mais tarde foram desmentidas, Wilson teria simulado o próprio desaparecimento para incriminar injustamente o Estado. É assim que documentos divulgados pelo Arquivo do Estado de São Paulo e pela Comissão da Verdade registram as primeiras versões oficiais sobre o desaparecimento de Wilson Silva. Nesses documentos constam a alegação do Estado de que havia subversivos cujos desaparecimentos eram imputados aos Órgãos de Segurança, os quais permaneciam vivos, na clandestinidade. Supondo que fosse um despistamento para motivar o registro do desaparecimento e assim diminuir ou cessar a busca dos citados. Esse era o documento confidencial do Ministério do Exército de 8 de outubro de 1974. Em 6 de março de 1975, pressionado pela imprensa, principalmente a estrangeira e por grupos de defesa dos direitos humanos, o Ministro da Justiça Armando Falcão foi obrigado a divulgar informações oficiais sobre 23 pessoas apontadas como desaparecidas. Segundo nota oficial, Wilson Silva era redator do jornal comunista Voz Operária. Assinou artigos publicados nas edições de agosto e setembro de 1974 (…). Dedicava-se, portanto à prática de atividades subversivas clandestinas, na época em que é apontado como desaparecido. Estaria vivo, portanto. Essas hipóteses levantadas pelo Estado foram, mais tarde, constatadas como inverídicas tendo sido levantadas apenas para justificar o desaparecimento do militante da ALN.

## Esclarecimento do caso
Só em 1993, relatório do Ministério da Marinha, enviado ao então Ministro da Justiça, Maurício Correa, confirmou que Wilson Silva foi preso em São Paulo e dado como desaparecido desde então.
Anos depois, o tenente-médico Amílcar Lobo, que serviu no DOI-CODI/RJ e na Casa da Morte, em Petrópolis (RJ), concedeu entrevista denunciando os assassinatos políticos que presenciara naquelas unidades militares. Procurado por Bernardo Kucinski, o médico reconheceu Wilson Silva como sendo uma das vítimas de torturas atendidas por ele. Ao ver a foto de Ana Rosa, o militar a identificou como uma das presas, mas sem demonstrar convicção ou certeza. Também o ex-agente do DOI-CODI/SP, Marival Chaves em entrevista à Veja de 18 de novembro de 1992, informou:
Foi o caso também de Ana Rosa Kucinski e seu marido, Wilson Silva. Foram delatados por um cachorro, presos em São Paulo e levados para a casa de Petrópolis. Acredito que seus corpos também foram despedaçados.
Em relato de ex- delegado capixaba, Cláudio Guerra, à Isto É ele afirma ter participado da morte de guerrilheiros e incinerado outros corpos, citando o nome de Wilson Silva entre as vítimas que tiveram seus corpos incinerados
O Relatório do Ministério da Marinha, enviado ao Ministro da Justiça, Maurício Correa, em 1993, confirmou que Wilson Silva foi preso em São Paulo a 22 de abril, e dado como desaparecido desde então. Na ficha de Wilson Silva, no arquivo do DEOPS, consta que ele foi “preso em 22/04/1974, junto com sua esposa Rosa Kucinski.
O caso de Wilson Silva está sendo investigado pela Comissão Nacional da verdade, algumas informações já foram reveladas sobre o caso, mas ainda há mais a ser esclarecido.